# Terremoto de Northridge de 1994
El terremoto de Northridge de 1994 fue un terremoto de empuje ciego de magnitud de momento 6,7 que ocurrió el 17 de enero de 1994 a las 04:30 hora estándar del Pacífico en la región del Valle de San Fernando de la ciudad de Los Ángeles. El terremoto tuvo una duración de aproximadamente 10 a 20 segundos, y su aceleración máxima del suelo de 1,82 g fue la más alta jamás registrada instrumentalmente en un área urbana de América del Norte. El temblor se sintió en lugares tan lejanos como San Diego, Turlock, Las Vegas, Richfield, Phoenix y Ensenada. La velocidad máxima en tierra en la estación receptora de Rinaldi fue de 183 centímetros por segundo, la más rápida jamás registrada.
Siguieron dos réplicas de 6,0, la primera alrededor de un minuto después del evento inicial y la segunda aproximadamente 11 horas después, la más fuerte de varios miles de réplicas en total. El número de muertos fue de 57, con más de 9.000 heridos. Además, los daños a la propiedad se estimaron en 13 a 50 mil millones de dólares, lo que lo convierte en uno de los desastres naturales más costosos en la historia de los Estados Unidos.

## El temblor
El sismo se inició en el valle de San Fernando a 32 km (20 m) al noroeste del Centro de Los Ángeles. El epicentro se dijo al principio que estaba en el distrito de Northridge, y de ahí tomaron el nombre los medios de comunicación, pero luego se estableció en el distrito de Reseda. El United States Geological Survey dio las coordenadas 34°12′47″N, 118°32′13″W, ubicación que termina en la calle Elkwood, justo al este de la avenida Baird. Con la proximidad de Los Ángeles a la Línea San Andrés, sintiéndose hasta la frontera con México. El sismo de Northridge no ocurrió en la línea sino en una línea no prevista.
Otros daños ocurrieron en áreas lejanas, 125 km (85 mi), concentrándose en el lado oeste del valle de San Fernando, Santa Mónica, y Simi Valley. Cincuenta y siete personas fallecieron, y 9.000 resultaron heridas. Varias autopistas fueron dañadas, partes de la Interestatal 10 (Santa Monica Freeway), la Interestatal 5 (Golden State Freeway) y la Ruta Estatal de California 14 (Antelope Valley Freeway) colapsaron en parte por el sismo igual que ocurriera 23 años antes con el Terremoto de Sylmar de 1971.
Daños adicionales ocurrieron a 50 millas al sur en Anaheim, California, cuando el tablero de puntajes del "Anaheim Stadium" cayó sobre cientos de asientos. Afortunadamente, el estadio estaba vacío en el momento del temblor.
Era el día nacional festivo en honor de Martin Luther King Jr.
Dio lugar al perfeccionamiento de sistemas de construcción que ya antes se creían probados, pero que ante la magnitud no superaron la prueba. Las casas con primeros pisos de madera se mostraron débiles. También hubo varias roturas en las tuberías de gas. Los edificios escolares, reforzados de exprofeso, sobrevivieron bastante bien.
Otra particularidad, fue que ocasionó indirectamente la muerte de 3 personas a causa de un hongo típico de los valles de la zona, del patógeno "Coccidioidomycosis", que al ser levantado de la tierra donde permanecía, por causa de los resquebrajamientos, produjo las letales enfermedades respiratorias.

## Películas y televisión afectados

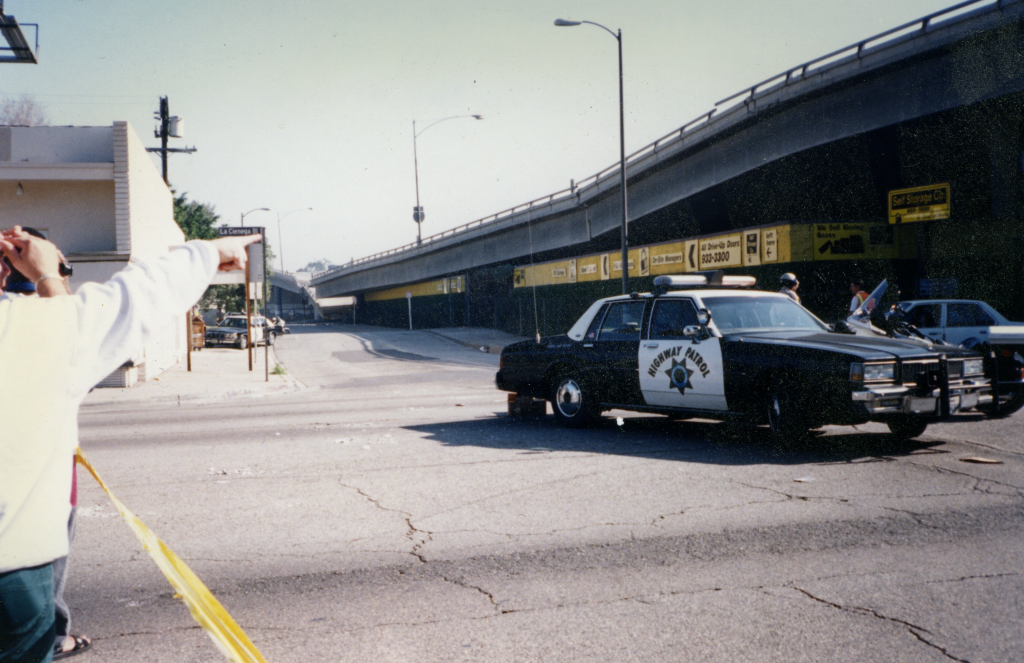
La Autopista 10 en Los Ángeles.

El terremoto suspendió las producciones de películas y televisión que se estaban filmando en el área.

## Transportes afectados
Los autopista 5 con el 14, 118 y el 10 fueron cerrados por el derrumbe. El Aeropuerto Internacional de Los Ángeles y otros aeropuertos en el área también fueron cerrados aproximadamente 2 horas por precauciones.

## Escuelas y Universidades afectados
El Cal State Northridge (CSUN) es la única Universidad que está cerca del epicentro, sufrió graves daños en uno de los edificios del campus.

## Hospitales afectados
El terremoto forzó a cerrar tres hospitales en un momento en que en la ciudad estaba repleta de personas con heridas graves y moribundas.